# Herrarnas tempolopp i bancykling vid olympiska sommarspelen 1988
Herrarnas bantempolopp i bancykling vid olympiska sommarspelen 1988 ägde rum den 20 september 1988 i Seoul, Sydkorea.

## Medaljörer
| Event                  | Guld                               | Silver                       | Brons                       |
| Herrarnas bantempolopp | Aleksandr Kirichenko Sovjetunionen | Martin Vinnicombe Australien | Robert Lechner Västtyskland |

## Resultat
| Placering | Namn                     | Land                | Tid      | Km/h   |
| --------- | ------------------------ | ------------------- | -------- | ------ |
| 1         | Aleksandr Kirichenko     | Sovjetunionen       | 1:04,499 | 55,814 |
| 2         | Martin Vinnicombe        | Australien          | 1:04,784 | 55,569 |
| 3         | Robert Lechner           | Västtyskland        | 1:05,114 | 55,287 |
| 4         | Kurt Kenneth Ropke       | Danmark             | 1:05,168 | 55,241 |
| 5         | Bernardo Gonzalez        | Spanien             | 1:05,281 | 55,146 |
| 6         | Maic Malchow             | Östtyskland         | 1:05,393 | 55,051 |
| 7         | Anthony Graham           | Nya Zeeland         | 1:05,744 | 54,757 |
| 8         | Frederic Magne           | Frankrike           | 1:06,142 | 54,428 |
| 9         | Rocco Travella           | Schweiz             | 1:06,209 | 54,373 |
| 10        | Clovis Anderson          | Brasilien           | 1:06,282 | 54,313 |
| 11        | Curtis Harnett           | Kanada              | 1:06,291 | 54,306 |
| 12        | Gene Samuel              | Trinidad och Tobago | 1:06,560 | 54,086 |
| 13        | Marcelo Alexandre        | Argentina           | 1:06,925 | 53,791 |
| 14        | Bobby Livingston         | USA                 | 1:06,926 | 53,790 |
| 15        | Um Young-Sup             | Sydkorea            | 1:07,000 | 53,731 |
| 16        | Hiroshi Toyooka          | Japan               | 1:07,240 | 53,539 |
| 17        | Mika Hamalainen          | Finland             | 1:07,384 | 53,425 |
| 18        | Thierry Detant           | Nederländerna       | 1:07,555 | 53,289 |
| 19        | Mario Pons               | Ecuador             | 1:08,351 | 52,669 |
| 20        | Gary Mandy               | Zimbabwe            | 1:08,474 | 52,574 |
| 21        | Peter Hermann            | Liechtenstein       | 1:08,999 | 52,174 |
| 22        | Lee Fu-Hsiang            | Kinesiska Taipei    | 1:09,024 | 52,155 |
| 23        | Max-Eduardo Leiva-Buhler | Guatemala           | 1:09,214 | 52,012 |
| 24        | Roderick Chase           | Barbados            | 1:09,994 | 51,432 |
| 25        | Rosman Alwi              | Malaysia            | 1:10,446 | 51,102 |
| 26        | Bernardo Rimarim         | Filippinerna        | 1:11,647 | 50,246 |
| 27        | Jalil Eftekhari          | Iran                | 1:11,683 | 50,221 |
| 28        | Michele Smith            | Caymanöarna         | 1:11,820 | 50,125 |
| 29        | Bailon Becerra           | Bolivia             | 1:13,513 | 48,970 |
| 30        | Neil Lloyd               | Antigua och Barbuda | 1;18,324 | 45,962 |